# Kristusmonogram

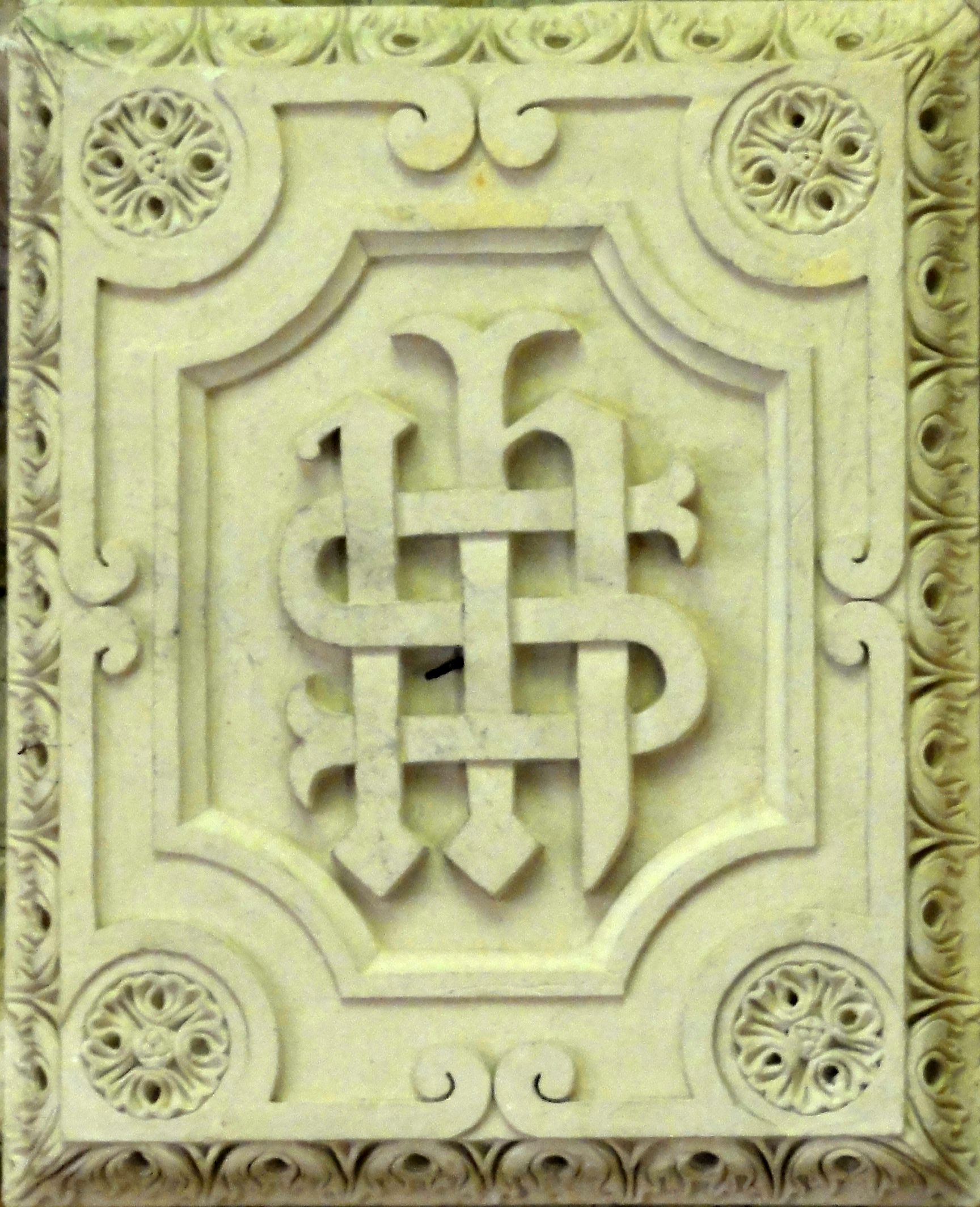
Sammanflätat IHS-monogram på fr.

Kristusmonogram är monogram (eller liknande) bildat av bokstäver ur namnet Jesus Kristus, traditionellt använt som religiös symbol inom den kristna kyrkan, ibland i kombination med ett kors.
Det tidigaste kända kristusmonogrammet var symbolen XP (☧), även kallat kristogram, bildat ur de två första bokstäverna i Kristus på grekiska, chi + rho, därav även kallad Chi Rho på engelska och andra språk.

## Kristusmonogram
- IHS
- INRI
- JHVH
- XP (☧)